# Kanton Exmes
Kanton Exmes (francouzsky Canton d'Exmes) byl francouzský kanton v departementu Orne v regionu Dolní Normandie. Tvořilo ho 13 obcí. Zrušen byl po reformě kantonů 2014.

## Obce kantonu
- Avernes-sous-Exmes
- Le Bourg-Saint-Léonard
- La Cochère
- Courménil
- Exmes
- Fel
- Ginai
- Omméel
- Le Pin-au-Haras
- Saint-Pierre-la-Rivière
- Silly-en-Gouffern
- Survie
- Villebadin